# Jolanta Królikowska
Jolanta Hanna Królikowska (ur. 21 maja 1960 w Warszawie) – polska florecistka, srebrna medalistka mistrzostw świata, olimpijska.
Zawodniczka klubu Marymont Warszawa. Trzykrotna indywidualna mistrzyni Polski we florecie w latach 1983,198,1988, wicemistrzyni w roku 1980 (indywidualnie) i w 1985 (drużynowo).
Srebrna medalistka mistrzostw świata w Hamburgu (1978) w turnieju drużynowym florecistek (partnerkami były: Małgorzata Bugajska, Delfina Skąpska, Agnieszka Dubrawska, Barbara Wysoczańska).
Uczestniczka turnieju drużynowego podczas mistrzostw świata w Rzymie w 1982 roku, gdzie Polska drużyna zajęła 6. miejsce.
Na igrzyskach olimpijskich w Moskwie (1980) wystartowała w turnieju indywidualnym (30. miejsce) jak i w drużynowym (partnerkami były: Agnieszka Dubrawska, Delfina Skąpska, Kamilla Składanowska, Barbara Wysoczańska), w którym Polska drużyna zajęła 4. miejsce.
Na igrzyskach w Seulu (1988) wystartowała również w turnieju indywidualnym (15. miejsce) jak i w drużynowym (partnerkami były: Małgorzata Breś, Agnieszka Dubrawska, Hanna Prusakowska, Anna Sobczak) w którym Polska drużyna zajęła 10. miejsce.
Siostra olimpijczyka Sylwestra Królikowskiego.